# Ливиу Драгня
Ливиу Драгня е румънски инженер и политик.

## Биография
Лидер на Социалдемократическата партия (ПСД) и бивш член на Демократическата партия (ДП), той е министър на администрацията и вътрешните работи в кабинета на Емил Бок през януари-февруари 2009 г. Представлява окръг Телеорман в Камарата на депутатите от декември 2012 г., когато става заместник министър-председател и министър на администрацията и регионалното развитие. Подава оставка от кабинета през май 2015 г., след осъждане по дело, свързано с избирателна измама, за което получава през април 2016 г. условна присъда от две години. След парламентарните избори през декември 2016 г. става председател на Камарата на депутатите. През юни 2018 г. е осъден на три години и половина в затвора за подбуждане към злоупотреба с длъжност. През 2019 г. присъдата е утвърдена след обжалване.